# Leptoceras menziesii
Leptoceras menziesii är en orkidéart som först beskrevs av Robert Brown, och fick sitt nu gällande namn av John Lindley. Leptoceras menziesii ingår i släktet Leptoceras och familjen orkidéer. Inga underarter finns listade i Catalogue of Life.

## Bildgalleri

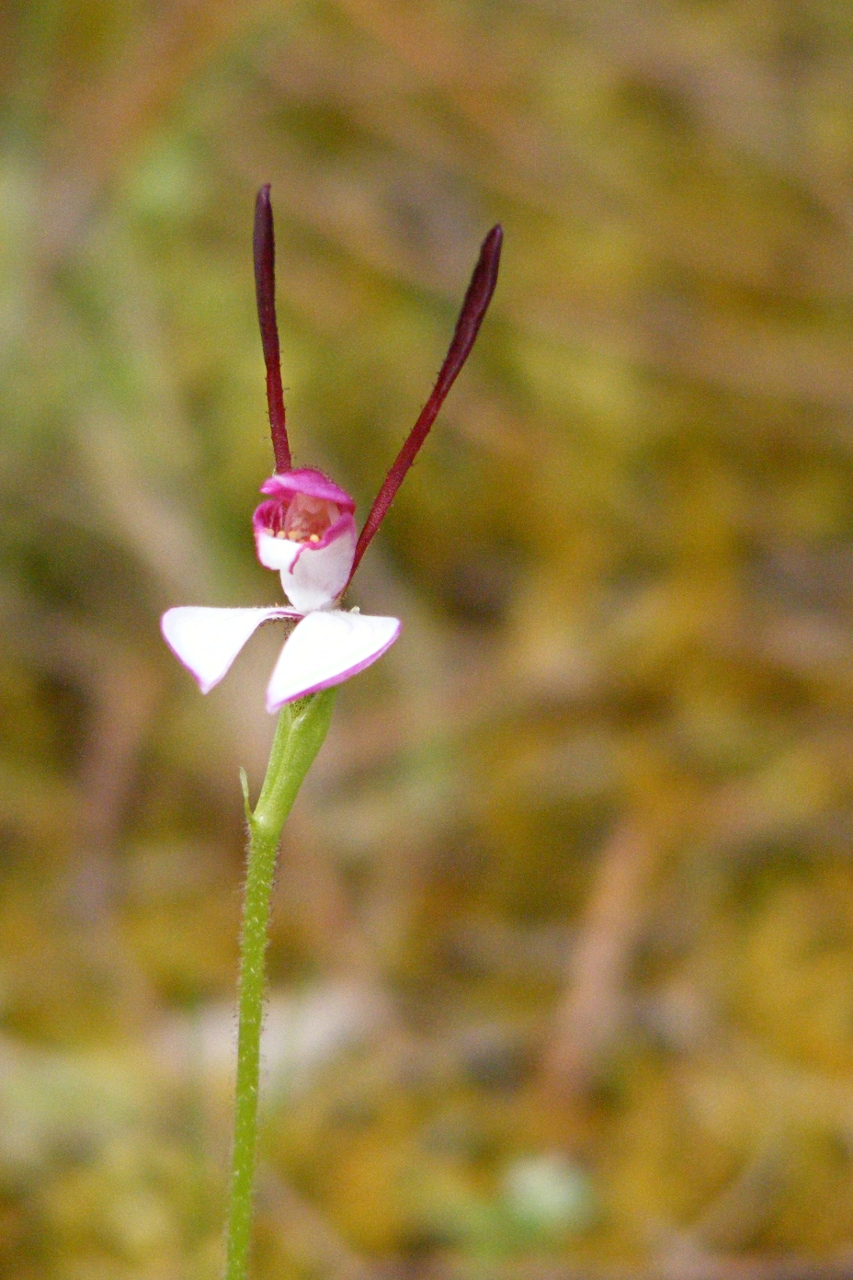
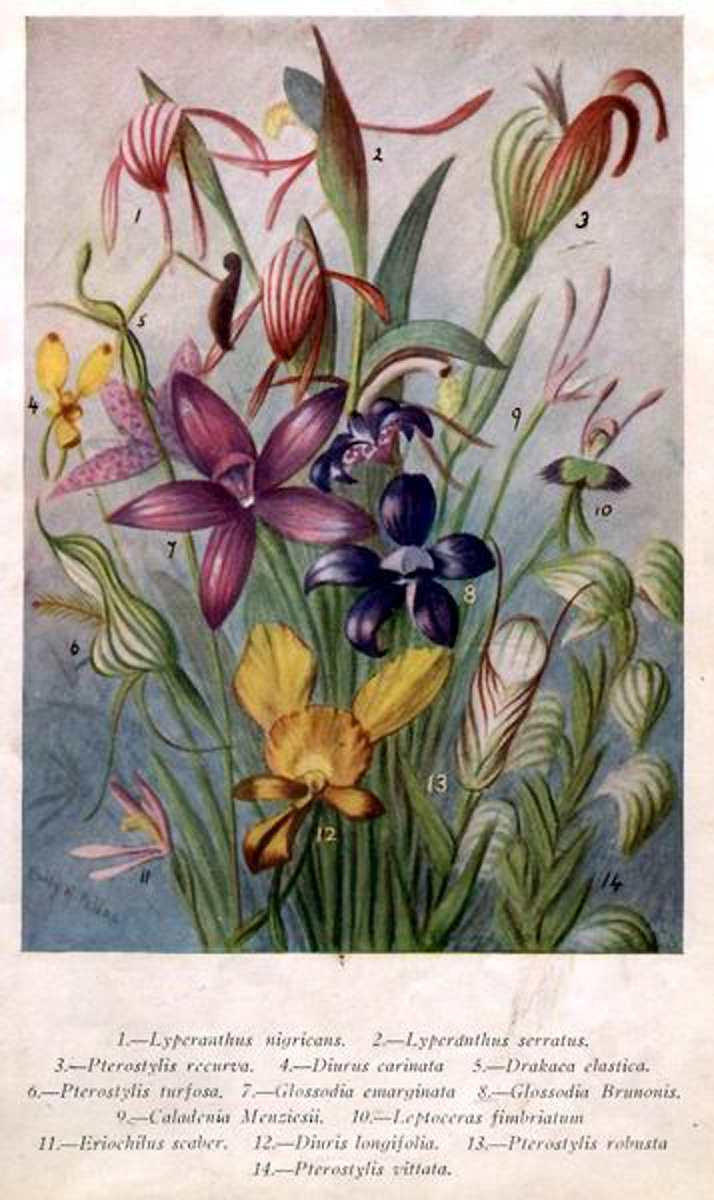